# Otora kitsune

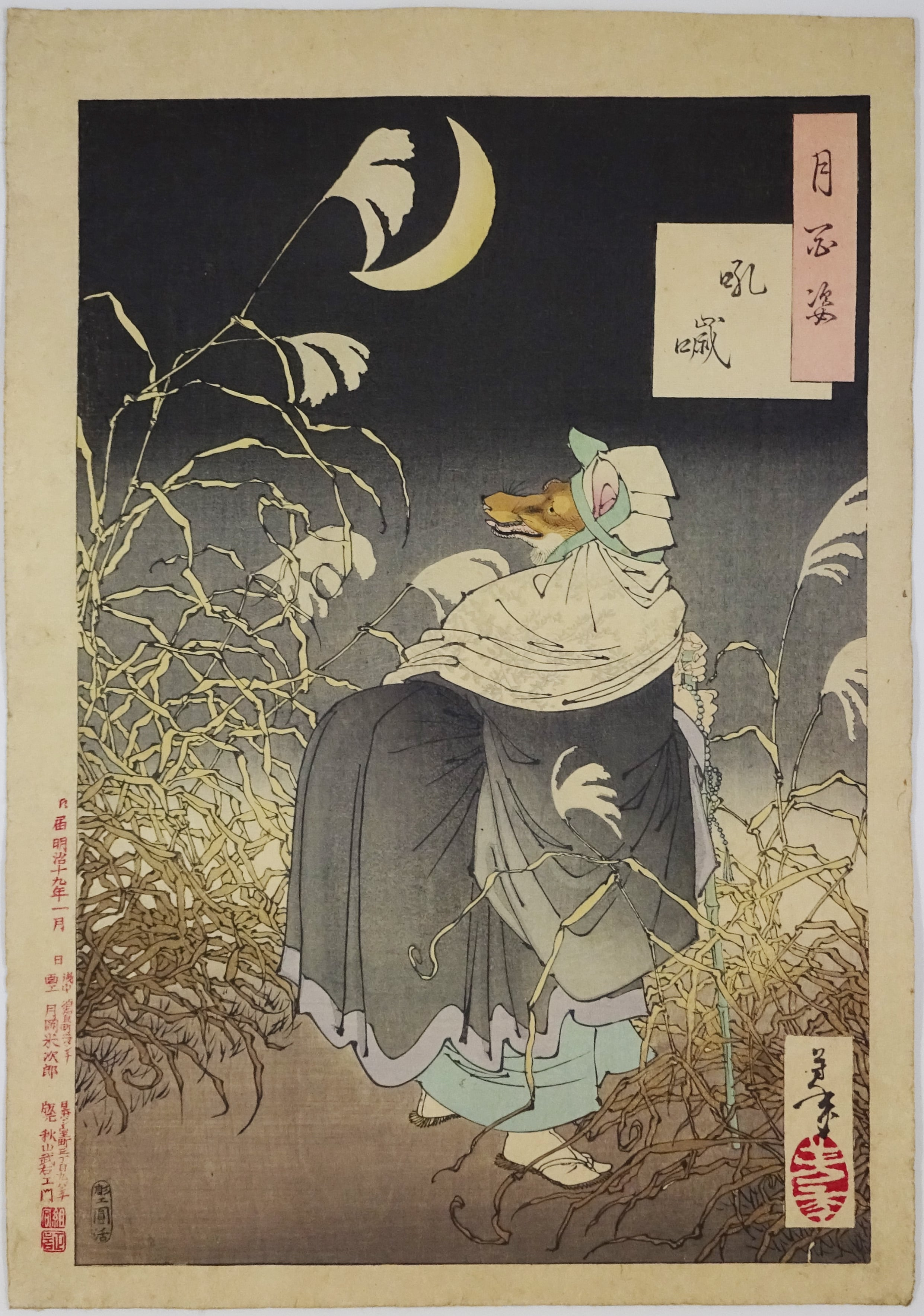
Verkleideter Kitsune, wie er in Yoshitoshis Tsuki no Hyakushi (月百姿) erscheint.

Otora kitsune (おとら狐; „Otora, der Kitsune“) ist der Name eines fiktiven Wesens der japanischen Folklore und eine Figur aus einer populären, aber düsteren Legende. Er gehört zur Yōkai-Gruppe der Kitsune („Fuchskobolde“).

## Legende
Otora soll in der Provinz Mikawa (heutige Präfektur Aichi) gewütet haben. Der Überlieferung nach besaß er nur ein Auge, drei Beine und die Fähigkeit zu sprechen. Gefürchtet war er vor allem für seine Fähigkeit, von Menschen Besitz zu ergreifen und sie erst wie Marionetten zu steuern und anschließend in den Wahnsinn zu treiben. Bevorzugte Opfer sollen in erster Linie alte und pflegebedürftige Menschen, Krüppel und Menschen mit Behinderungen gewesen sein. Die Betroffenen sollen berichtet haben, dass sie zunächst zunehmend Blackouts hatten, dann widerfuhren ihnen immer wieder stichartige Schmerzen im linken Auge. Nach einigen Tagen würden weitere Symptome wie unerklärliche Aggressivität, Schreckhaftigkeit und unstillbarer Durst folgen. Angehörige würden das Opfer „kaum mehr wiedererkennen“. Exorzismusversuche würden allesamt fehlschlagen, erst der Besuch eines Hunde- oder Wolfschreins würde Erlösung bringen. Besonders der Yamazumi-Schrein zu Hamamatsu in der Präfektur Shizuoka avancierte zum Zentrum von Kitsune-Exorzismen.
In der Vergangenheit soll Otora ein ruppiger, aber hilfsbereiter und relativ umgänglicher Kitsune gewesen sein. Dies soll sich jedoch schlagartig geändert haben, als er während der Schlacht von Nagashino sein linkes Auge und rechtes Bein verlor. Sein Schrein wurde niedergebrannt und danach nicht mehr wieder aufgebaut, Gebete und Opfergaben blieben ebenfalls aus. Das kränkte Otora sehr und er schwor, es den Bewohnern der Provinz heimzuzahlen, indem er sie dieselben Qualen erleiden ließ, die er hatte erdulden müssen (daher zum Beispiel die Schmerzen von Opfern im linken Auge). Otora soll in der Präfektur Nagano getötet worden sein. Sein Geist fuhr jedoch in sechs weitere Kitsune, die bis heute in Aichi und Nagano umtriebig sein sollen.

## Hintergrund
In der japanischen Mythologie wird der Glaube an fuchsgestaltige Yōkai, die Kitsune, seit der Nara-Zeit überliefert. Für gewöhnlich gelten Kitsune als sehr launisch, sie nehmen gegenüber Menschen meist eine ablehnende und missgünstige Haltung ein. Sie sind bekannt und gefürchtet für ihre Verwandlungskünste, ihre Fähigkeit zu sprechen und für ihre Feuerzauber (Kitsunebi). Es gibt nicht allzu viele Überlieferungen, in denen Kitsune den Menschen Gutes tun.
Der Yamazumi-Schrein (山祇神社; Yamazumi-jinja) befindet sich im Stadtteil Misakubo der Kleinstadt Hamamatsu in der Präfektur Shizuoka. Er wurde um 706 n. Chr. gegründet und gehört zu den ältesten Wolfsschreinen in Japan. Der Folklore nach fürchten sich Kitsune vor Hunden und Wölfen, weswegen der Schrein bis heute von Menschen aufgesucht wird, die überzeugt sind, Opfer eines Kitsune-Zaubers oder -Fluchs geworden zu sein. Die Schlacht von Nagashino (長篠の戦い; Nagashino no tatakai) fand am 28. Juni 1575 (Sengoku-Zeit) statt und hatte unter anderem die Zerstörung der Burg Nagashino (長篠城, Nagashino jō) zur Folge. Dort hatte sich tatsächlich ein Fuchs-Schrein (稲荷神社;Inari-jinja) befunden. Die Geschichte um Otora kitsune wurde in einem Kabuki-Stück verewigt, das aber nur selten aufgeführt wird.